# Inline alpine slalom ai I World Skate Games
Le competizioni di inline alpine slalom ai I World Skate Games si sono svolte dal 2 al 5 settembre 2017 a Nanchino, in Cina

## Podi

### Uomini
| Evento         | Oro                | Argento                | Bronzo         |
| Slalom         | Kristaps Zvejnieks | Marco Walz             | Sven Ortel     |
| Combinata      | Marco Walz         | Sergio Méndez Pérez    | Miks Zvejnieks |
| Slalom Gigante | Marco Walz         | Marco Morera Dominguez | Miks Zvejnieks |

### Donne
| Evento         | Oro       | Argento          | Bronzo          |
| Slalom         | Mona Sing | Claudia Wittmann | Manuela Schmohl |
| Combinata      | Mona Sing | Lara Koegel      | Lisa Schmidt    |
| Slalom gigante | Mona Sing | Lara Koegel      | Manuela Schmohl |

### Misto
| Evento         | Oro      | Argento   | Bronzo |
| Gara a squadre | Germania | Rep. Ceca | Spagna |